# 在インドトリニダード・トバゴ高等弁務官事務所
在インドトリニダード・トバゴ高等弁務官事務所（英語: High Commission of Trinidad and Tobago in India）は、インドの首都ニューデリーに置かれているトリニダード・トバゴ（トリニダッド・トバゴ）の在外公館である。
1962年にインドとトリニダード・トバゴの間で外交関係が樹立された後、1969年10月13日、ニューデリーにトリニダード・トバゴの高等弁務官事務所が開設された。
インドに加えて、インドネシア・シンガポール・スリランカ・日本・バングラデシュも兼轄しており、非常駐の駐日トリニダード・トバゴ大使館（駐日トリニダッド・トバゴ大使館）としての役割も果たしている。

## 住所
B 3/26, Vasant Vihar, New Delhi 110057

## 高等弁務官
2016年11月30日より、デイブ・チャンダラール・パサードが高等弁務官を務めている。
2011年から2014年にかけて在インド高等弁務官を務めていたチャンドラダート・シンは、2012年9月10日に、非常駐の駐日大使として訪問した東京で信任状を捧呈している。